# Neotech
Neotech är ett cyberpunkrollspel utgett av Neogames som är inne på andra utgåvan som släpptes 1999. En tredje version av Neotech, kallat Neotech Edge ges sedan 2019 ut av Helmgast. Den tredje utgåvan gräsrotsfinansierades via Kickstarter och drog in cirka 540 000 kronor.

## Världen
Neotech utspelar sig år 2059 i en högteknologisk framtid som inte är fullt så brutal som i Shadowrun eller Cyberpunk 2020 men som ändå inte saknar de ingredienser som skapar cyberpunk. Dock är spelet utformat så att rollpersonerna även ska kunna spela personer ovanför gatunivån. 
I världen är EU den nya stormakten efter att USA splittrats. Rysslands sönderfall är totalt och landet består i princip av krigsherrar som slåss sinsemellan för territorium. Norden har grundat Skandinaviska Förenta Staterna (SFS), där Finland, Sverige, Danmark, Norge och Färöarna är delstater. Utanför städerna är det väldigt öde med nästan helt automatiserade jordbruk blandat med ödemark.
Den tredje versionen av Neotech, Neotech Edge, utspelar sig några år längre fram i framtiden, 2070, och inkluderar nu hur klimatförändringarna påverkar framtiden. Eliten i samhället är genmodifierad och massorna får förlita sig på företagssponsrad basinkomst och underhållning via "viruell strömmad lycka" från Lagren.

## Rollpersonsskapande
I Neotech har varje rollperson ett antal grundegenskaper (Styrka, Tålighet, Rörlighet, Personlighet, Psyke, Vilja, Bildning, Syn och Hörsel). Alla dessa skapas slumpmässigt genom att slå tre sexsidiga tärningar per grundegenskap. Rollpersonens bakgrund är också, till viss mån, slumpad fram genom slumpmässiga händelser i tabeller som slås fram under skapandet. Genom varje skede av bakgrunden ges ett antal erfarenhetspoäng ut som sedan kan fördelas mellan de färdigheter som är relaterade till den delen av bakgrunden. (en person uppväxt i slummen har andra färdigheter än person uppväxt i rymden, på samma sätt har också en soldat andra färdigheter än en hacker).

## Stridssystem
Stridssystemet i Neotech präglas av realism och väldigt detaljerade skador, där det oftast är den som träffas först som förlorar i en eldstrid. Skadereglerna och stridsreglerna kan också bli relativt komplicerade med alla tilläggsregler men grunden är ganska enkel.
Oftast slås ett antal sexsidiga tärningar mot värdet i den aktuella stridsfärdigheten och om slaget går under värdet i färdigheten så lyckas anfallet. Modifikationer i form av addering och subtrahering från slagen och ökning eller minskning av antalet tärningar läggs sedan utanpå beroende på situation och det är här som systemet kan bli komplicerat om man väljer att använda alla valfria regler.
I spelet påträffas ofta förkortningen Ob, vilket betyder Obegränsat. I spelmekanik betyder detta att ifall man slår en sexa på en tärning slår man om den tärningen och lägger till en tärning. På detta sätt är ingen handling säker utan även det enklaste kast kan misslyckas om turen är emot en.

## Utgivet material

### Neotech version 1
Till den första utgåvan av Neotech släpptes också ett antal tillbehör som med modifikationer här och där fortfarande är användbara i den nya utgåvan:
- Neotech (1993[3]) - Grundreglerna till den första utgåvan av Neotech, även Neogames utgivna första produkt.
- Metusalems offer, (1993[4]) - Ett äventyr som utspelar sig i nordafrika.
- Avalanche, (1994[5]) - Ett äventyr som tar rollpersonerna runt världen.
- Neotech Nippon (1994[6]) - En beskrivning av Asien med fokus på Japan.
- Neotech Hardware (1995[3]) - En lista över alla möjliga produkter som kan införskaffas förutom vapen.
- Operation Mangala, (1995[7]) - Ett äventyr som utspelar sig i rymden i en Marskoloni.

### Neotech version 2
Sedan Neotech 2 släpptes 1999 har det kommit ett antal tillbehör och äventyr till spelet. 
- Neotech n2, (1999[8]) - Grundregler till version 2 av Neotech.
- Spelledarskärm (1999) - Spelhjälpmedel
- Neotech Offensiv (2001[9]) - Ett tillbehör med allt man kan tänka sig i vapen och stridsväg.
- Showdown: Berlin, (2002[10]) - Ett introduktionsäventyr som utspelar sig i Berlin.
- Neotech Euro, (2003[11]) - En beskrivning av Europa år 2059.
- Neotech Ultra, (2003[12]) - Ett tillbehör med diverse äventyrsuppslag, namngeneratorer, världshistoria och övrigt användbart för spelledaren och spelarna.

### Neotech Edge (version 3)
Den tredje versionen av Neotech, kallat Neotech Edge gavs ut 2019 av Helmgast. Spelet fick gott mottagande när det släpptes.
- System, (2019[14]) - Grundreglerna till tredje versionen av Neotech.
- Anon, (2019[15]) - Regler och kampanjmaterial som fokuserar på cyberrymden.
- Pearl River Delta, (2019[16]) - En världsbok som beskriver megastaden Hongkong och deltat omkring den år 2070, dess företag, brottsorganisationer och privatiserade rättvisa.